# مالیات فروش

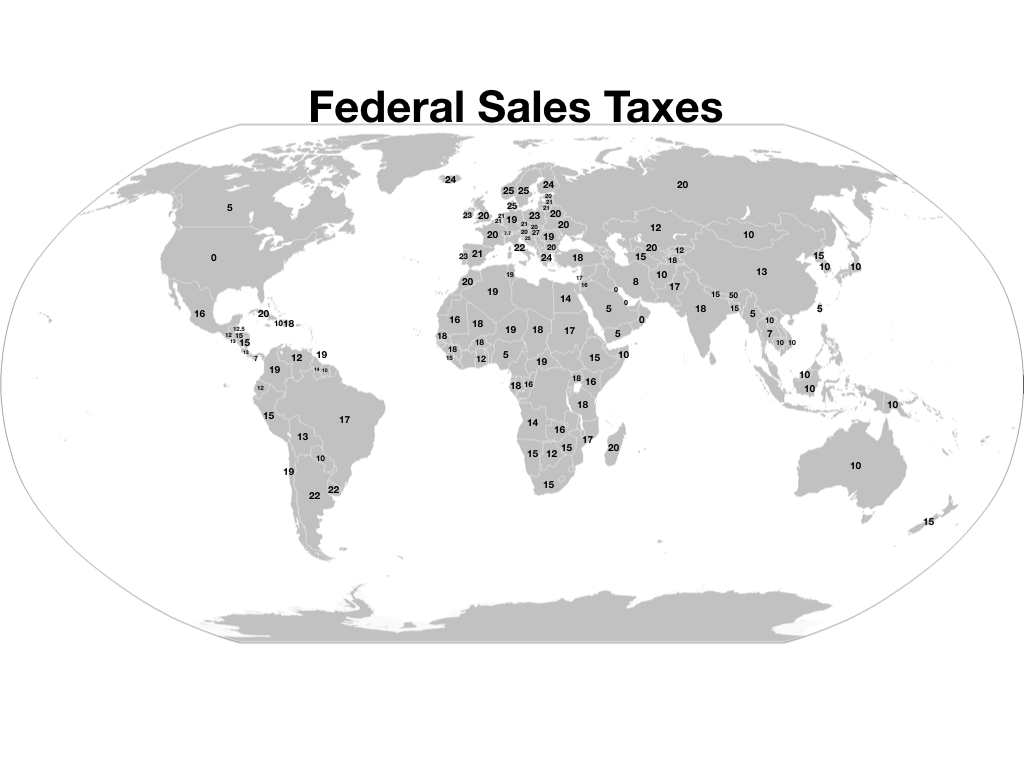
مالیات فروش فدرال

مالیات فروش (انگلیسی: sales tax) یا مالیات بر فروش، گونه‌ای از مالیات است، که به یک دستگاه دولتی برای فروش کالاها و خدمات خاصی پرداخت می‌شود. قوانین مالیاتی اغلب این اجازه را به فروشنده می‌دهد، که بودجه مورد نیاز جهت مالیات را، در پایانه فروش از مصرف‌کننده دریافت نماید. اغلب قوانین معافیت مالیاتی کالاها در بخش مالیات فروش مورد استفاده قرار می‌گیرند. مالیات فروش از ساده‌ترین و قدیمی‌ترین انواع مالیات بر مصرف، بشمار می‌آید. این مالیات معمولاً با نرخی یکسان برای فروش‌های انجام‌شده، در تمام مراحل تولید، اخذ می‌شود.